# Тризуб (організація)
Всеукраї́нська організа́ція «Три́зуб» і́мені Степа́на Банде́ри — військово-спортивне товариство, парамілітарна організація орденського типу, яка була заснована 14 жовтня 1993 року. Зареєстрована як Громадська організація (ГО) «Тризуб» імені Степана Бандери. Побудована на засадах традиційного українського християнства, та ідеології традиційного українського націоналізму Степана Бандери. Своєю метою проголошує культивування, поширення і реалізацію української національної ідеї — розбудови на етнічних українських територіях національної Української Самостійної Соборної Держави (УССД) з дієвою і всеохопною системою українського національного народовладдя.

## Історія

### 1993—1999
Спочатку Проводом революційної ОУН на чолі зі Славою Стецько активно підтримувалась Спілка української молоді, осередки якої в західних областях діяли на бандерівській платформі.
Серед постанов, вироблених 1-им Збором КУН, окрему увагу посідає: “Молодечий напрям”:
“1. Надавати допомогу в розбудові Спілки Української Молоді, молодечо-спортових та інших організацій, які мають  виразно націоналістичний характер”. 
У 1992-1993 роках надавалася постійна опіка і сприяння Конґресу Українських Націоналістів у діяльності Спілки Української Молоді в Україні. Адже голова Проводу Конгресу Слава Стецько, яка одночасно є головою Проводу ОУН, тривалий час у діаспорі була членом Центрального Комітету СУМ, нагороджена сумівською медаллю дружинника-міжнародника
Після розколів 1992-1993 років у структурах СУМ, нова суто українська організація бандерівців - Всеукраїнська організація «Тризуб» імені Степана Бандери була ініційована у 1993 році за рішенням Слави Стецько на основі так званої «теорії птаха»: головою націоналістичної структури з трьох організацій став Провід ОУН(р), а двома крилами — політична партія Конгрес українських націоналістів та силовий блок «Тризуб» імені Степана Бандери.
Союз ОУН-КУН-«Тризуб» ефективно співпрацював в середині 1990-х років в умовах протистояння майже всіх радикальних націоналістичних сил незалежної України: трьох фракцій ОУН («мельниківська», «бандерівська», «двійкарів» ) та нових сил, як-от Організація українських націоналістів в Україні (ОУНвУ) - паралельно іменоване як Об'єднання українських націоналістів (державників), утворене з частини осередків СУМ Всеукраїнське політичне об'єднання «Державна самостійність України» (ДСУ), Українська національна асамблея та Соціал-національна партія України.
Засновником молодіжної парамілітарної організації став доцент Дрогобицького державного педагогічного університету Василь Іванишин, який раніше очолював Дрогобицьку сотню УНСО. Члени «Тризуба» стали здійснювати охорону заходів ОУН(р) та КУН, в першу чергу у південно-східних регіонах України. Дослідники націоналістичних парамілітарних організацій політичного спрямування оцініють кількість членів «Тризубу» у 1994—1996 рр. в 2000—3000.
Перша резонансна акція «Тризуба» відбулася у Харкові, де 7 листопада 1994 року 18 членів організації були затримані після спалення червоного прапора в ході святкування комуністами річниці Жовтневого перевороту 1917 року.
17 травня 1995 року перший легальний осередок "Тризубу" зареєстрував у м. Стрий Львівської області тодішній його очільник Багрій Зіновій Анатолійович.
Також Волинський крайовий курінь "Тризубу" з центром у Луцьку заснував у 1995 році активіст КУН Климчук Богдан Васильович (мешканець м. Горохів Волинської області; народився 6 вересня 1970 року в м. Прокопьєвськ Кемеровської області, загинув при загадкових обставинах 20 червня 1997 року).
Наступна активізація діяльності Волинської обласної організації "Тризубу" відбувалась у 1997-2000 роках в умовах, коли її очолювали Гробов Руслан Миколайович ("Грім"), 1974 року народження, уродженець с. Милятин Іваничівського району, та Бондарук Лариса Василівна (1976 року народження, уродженка м. Луцьк).
Перші судові процеси проти «тризубівців» пройшли у 1996—1997 рр. в Донецьку, Харкові, Дніпродзержинську. У 1997 р. у Тернополі була відкрита судова справа проти члена Центрального Проводу «Тризубу» Івана Сути, якого звинуватили в організації незаконного воєнізованого формування, а в 1998 р. такий самий процес було організовано проти члена Центрального проводу Євгена Філя. На підтримку «тризубівців» виступили представники майже всіх західноукраїнських націоналістичних організацій.
У 1998-1999 роках внаслідок ідеологічних розбіжностей та різного бачення політичної ситуації союз ОУН-КУН-«Тризуб» розпався. Конгрес українських націоналістів 25 жовтня 1998 року створив нову політичну групу в рамках молодіжної референтури, і, фактично, силову структуру — Молодіжний Конгрес українських націоналістів (МКУН), яка в 2001 р. змінила назву на Молодіжний націоналістичний конгрес (МНК) та оголосила організаційну незалежність від КУН.

### 1999—2012
Після того, як «Тризуб» став самостійною організацією, було проведено оновлення його програмових та організаційних засад.
Приблизно з 1999 року видається друкований орган товариства - журнал "Бандерівець", у якому друкуалися Василь Іванишин, Євген Філь, Дмитро Ярош, та інші.
У березні-квітні 1999 року в Луцьку проводилися студентські протести проти скасування місцевою владою пільг, активним учасником яких були члени Волинської обласної організації "Тризубу", яку очолював Гробов Руслан Миколайович ("Грім"), 1974 року народження, уродженець с. Милятин Іваничівського району.
У 2001—2003 роках відбулося протистоянням між «Тризубом» та МНК, керівництво якого обвинувачувало «Тризуб» у співпраці з провладними силами (СДПУ та Народним рухом за єдність Богдана Бойка), члени КУН та МНК публікували проти "Тризубу" викривальні статті в газеті ОУН-революційної "Шлях перемоги". Це згодом вилилося у вуличні бійки та напади тризубівців на офіси МНК у Києві (2002 р.) та у Житомирі (2003 р.).
В ході кампанії «Україна без Кучми», яка об'єднала майже весь політичний спектр України від правих до лівих, «тризубівці» продовжували здійснювати акції проти представників лівих сил — КПУ та СПУ, які були охарактеризовані як «провокації» представниками УНА-УНСО, що призвело до нового конфлікту.
На президентських виборах 2004 року «Тризуб» підтримав Богдана Бойка, а не Віктора Ющенка. Під час Помаранчевої революції «Тризуб» разом з УНА-УНСО брав активну участь у охороні наметового містечка протестувальників у Києві. Пізніше, політичні контакти «Тризуба» з іншими радикальними націоналістичними силами звелись нанівець.
У 2005 році була реорганізована політична референтура "Тризубу", яку очолював Сута Іван Володимирович, а заступником став Віктор Сердулець та Олексій Перепелиця. 
Саме Іван Сута і залишається з того часу власником-бенефіціаром "Тризубу", разом з Євгенієм Філем, незмінним центром організації залишається Тернопіль (бульвар Т. Шевченка, будинок 23).
Спортивну референтуру очолив спортсмен Микола Гринчук з Тернополя, його заступником став Тарасенко Андрій Іванович, 17.11.1982 р.н.,уродженець м.Києва, псевдо «Пилипась».
У цей же період активно проявили себе Балдич Олександр Миколайович, 05.11.1978 р.н., голова Рівненського осередку ВО «Тризуб», та Єфремов Ілля Іванович, голова Львівської обласної організації ВО «Тризуб».
З боку "Тризубу" мала місце спроба демонтувати пам’ятник Леніну у Києві у 2009 р.
У листопаді-грудні 2010 року «Тризуб» охороняв наметове містечко Податкового майдану.
28 грудня 2010 року «тризубівці» пошкодили бюст Йосипа Сталіна у Запоріжжі, одпилявши йому голову. На суді Роман Хмара отримав 3 роки з відстрочкою 3 роки, Василь Лабайчук — 3 (відстрочка 1), Едуард Андрющенко — 2 (відстрочка 1), Пилип Таран — 3 (відстрочка 1), Юрій Пономаренко — 3 (відстрочка 3), Василь Абрамів — 3 (відстрочка 2), Анатолій Онуфрійчук — 2 (відстрочка 1), Олексій Зануда — 3 (відстрочка 2), Віталій Вишнюку — 3 (відстрочка 1). Також 8 січня 2011 у місті Рогатин Івано-Франківської області був затриманий 60-тирічний член ВО «Тризуб» Степан Бичек, у салоні машини якого було знайдено підкинуту вогнепальну зброю з набоями. Це начебто дало підставу правоохоронним органам для широкомасштабного затримання керівництва організації, щоб звинуватити її у тероризмі та причетності її членів до вибуху у Запоріжжі.
У січні 2011 р. відбулося широкомасштабне затримання керівництва «Тризуба», яке звинуватили в організації підриву пам'ятника Сталіну у Запоріжжі 31 грудня 2010 року. Були затримані Андрій Стемпіцький, Дмитро Ярош, Ростислав Винар, Андрій Тарасенко, Сергій Борисенко, Василь Лабайчук, Олексій Зануда та інші. 14 січня 2011 р. представники націоналістичних та націонал-демократичних організації України пікетували Адміністрацію Президента з вимогою їх звільнити. 13 квітня Жовтневий районний суд Запоріжжя звільнив заарештованих на поруки народних депутатів України.
Харківська правозахисна група висловила занепокоєння численними арештами керівників та членів ВО «Тризуб» імені Степана Бандери у різних регіонах України:
Арешти йдуть вже третій день по всій Україні, за повідомленнями ЗМІ затримано вже понад 15 членів „Тризубу“. Викликає подив затримання людей, які в новорічну ніч були за сотні кілометрів від Запоріжжя. На наш погляд, це дуже небезпечно, і нагадує штучно роздмухані процеси 30—50 років, спрямовані на залякування населення та розхитування права в країні.
13 жовтня 2012 року у м. Зборові відбувся VII Великий Збір Всеукраїнської організації «Тризуб» ім. С. Бандери. Провідник «Тризуба» полковник Дмитро Ярош наголосив, що організація продовжує йти шляхом послідовної революційної боротьби проти режиму внутрішньої окупації. Новим Головою Центрального Проводу було обрано Андрія Стемпіцького, якому було присвоєно організаційне звання «полковник».

### 2013—2014

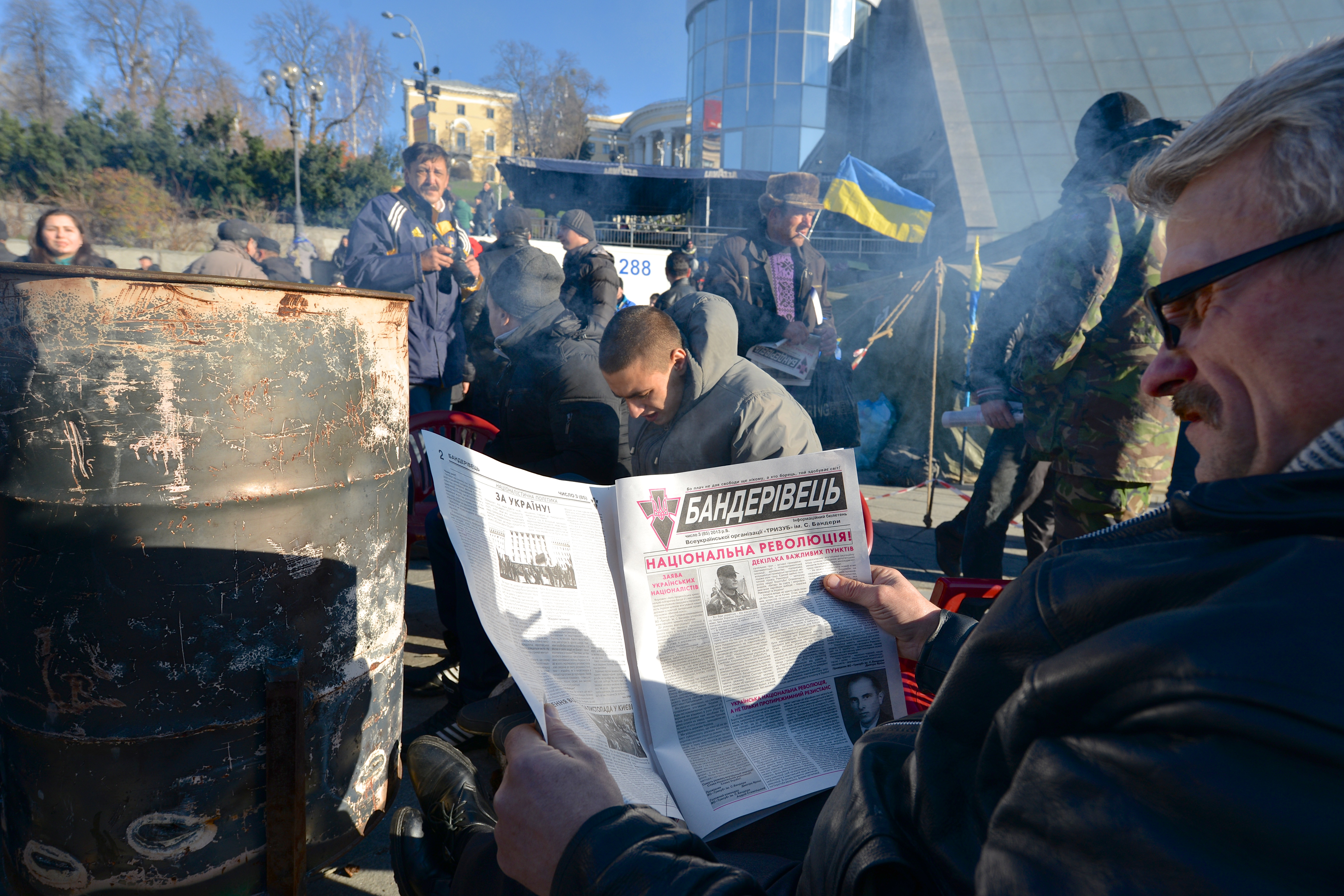
Газета «Бандерівець» на Євромайдані

Під час всеукраїнських акцій протесту Євромайдан впродовж листопада 2013 — лютого 2014 «Тризуб» став засновником громадського руху Правий сектор. Активісти організації брали активну участь у подіях Євромайдану, зокрема під час протистояння на Грушевського з 19 по кінець січня 2014, штурму майдану Незалежності 18—20 лютого 2014 та, ймовірно, під час подій біля Адміністрації Президента України 1 грудня 2013[джерело?].
11 березня 2014 р. Верховна Рада Криму на позачерговому засіданні заборонила у регіоні діяльність ВО «Тризуб».
Рішенням Верховного Суду Російської Федерації від 17 листопада 2014 р. Всеукраїнська організація «Тризуб» ім. Степана Бандери визнана екстремістською і її діяльність на території Російської Федерації заборонена.

### 2017—2020
15 червня 2017 р. у м. Києві відбувся VIII Великий Збір Всеукраїнської організації «Тризуб» ім. С. Бандери. Головним командиром Організації було обрано Віктора Сердульця, якому було присвоєно організаційне звання «полковник». Ухвалою Великого Збору скасовано посаду Провідник організації; запроваджено Раду старшин.
16 грудня 2017 р., Командиром ДУК ПС Андрієм Стемпіцьким нагороджено бойовими орденами і медалями перших одинадцять членів ВО «Тризуб» ім. С. Бандери — вояків Корпусу, «За мужність», «За відвагу», «За відданість боротьбі» в ході москвино-української війни на Донбасі 2014—2017 рр.
14 жовтня 2018 року Організація відзначила своє двадцятип'ятиліття. На урочистостях із цієї нагоди було оголошено курс на відновлення міжорганізаційного діалогу з ОУН (р.), ОУН та КУН.
Відповіддю на цю заяву стала пропозиція керівників ОУН (Голова: Богдан Червак) та КУН (Голова: Степан Брацюнь) створити колегіальний координаційний орган для можливості реалізації означеного курсу. Наслідком переговорів у цій площині стало підписання 15 грудня 2018 року спільної угоди трьох організацій про створення Проводу Українських Націоналістів (ПУН).
17 жовтня 2020 року Божого на території Національного парку Межигір'я відбувся черговий IX Великий Збір Всеукраїнської організації «Тризуб» ім. Степана Бандери. Рішенням Великого Збору на посаду Головного командира організації був знову призначений полковник «Тризубу» Яр, Віктор Сердулець.
У ході IX Великого Збору, Головний командир ВО «Тризуб» ім. С. Бандери полковник Яр, власним наказом, «у зв’язку з організаційною необхідністю» призначив командира Прикарпатського загону хорунжого Смика, Олега Микитюка виконуючим обов’язки Головного командира ВО «Тризуб» ім. С. Бандери на річний термін  [Архівовано 7 червня 2021 у Wayback Machine.].

## Ідеологія

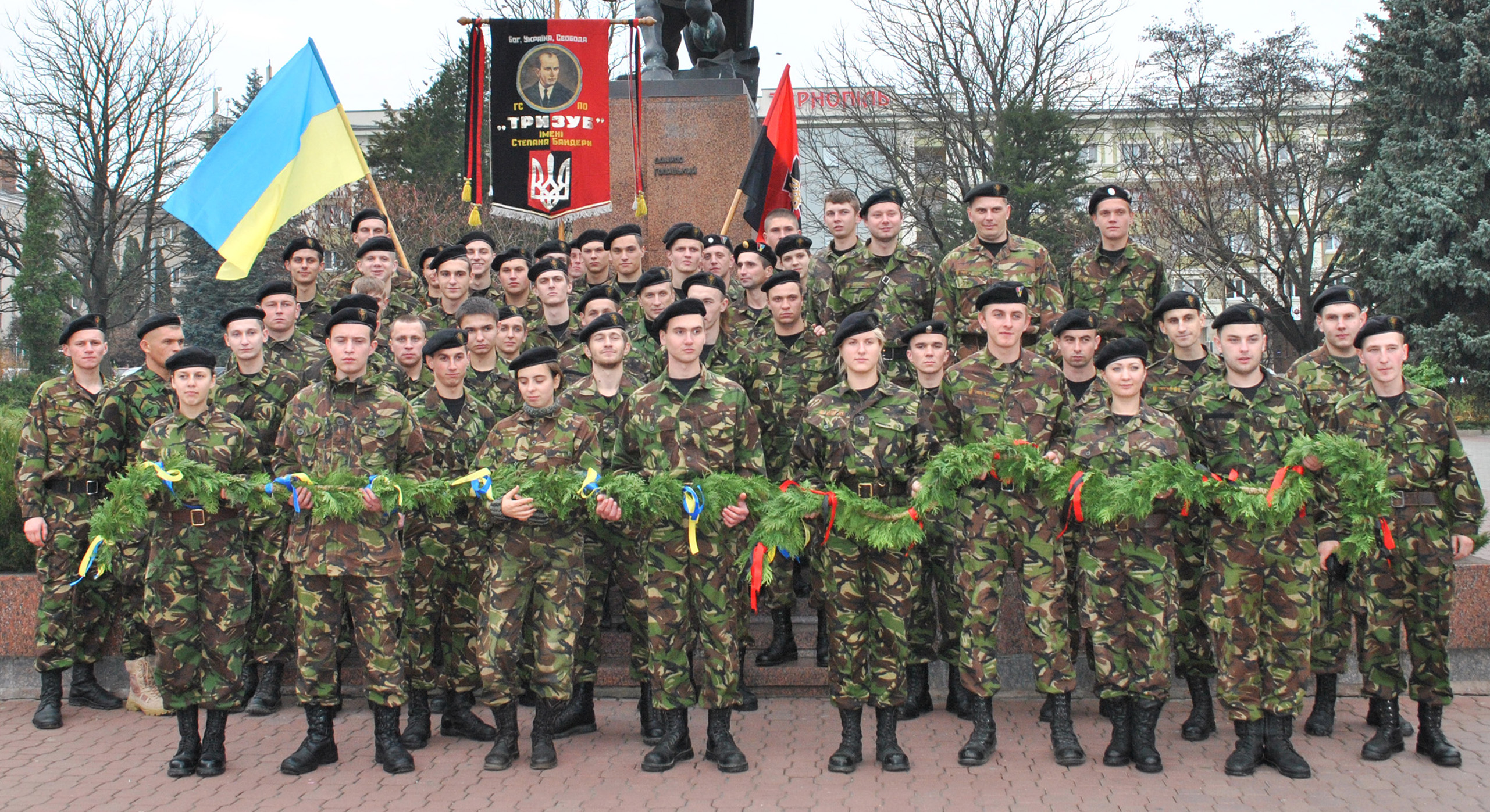
Тернопільські «тризубівці» в день 20-ї річниці організації біля пам'ятника Данилові Галицькому

Одним зі своїх головних завдань «Тризуб» імені Степана Бандери вважає поширення ідеології українського націоналізму в інтерпретації Степана Бандери серед української молоді. Виходячи із поставленої мети організація окреслила для себе наступні завдання:
1. Виховання української молоді в дусі патріотизму, плекання молодої людини — націоналіста, людини ідеї і чину, готової на самопожертву заради своєї Нації та Батьківщини.
2. Пропаганда ідеології українського націоналізму — культивування української національної ідеї — державності української нації на етнічних українських землях.
3. Національно-захисна діяльність — захист честі і гідності української нації та української людини в різних умовах, усіма доступними методами і засобами.
4. Політична діяльність — проведення політичної дії серед українського політикуму та широких народних мас, як в Україні, так і в діаспорі, на етнічних землях та в місцях компактного проживання українців із націоналістичних позицій. Формування національно-патріотичного середовища, основним завданням якого є реалізація української національної ідеї у всіх сферах життя української нації.
5. Антиімперська діяльність — координація дій з націоналістичними організаціями різних країн світу (у першу чергу пострадянського простору) у площині повалення світового імперського устрою (у першу чергу московської імперії) та побудови нового міжнародного порядку на основі вільних та рівноправних національно-державних утворень[26].

Програма організації, яка містить визначення конкретних цілей, їх предметну деталізацію, а також шляхи, методи, етапи та способи їх досягнення, була прийнята на V Великому Зборі організації 20 серпня 2005 року.

## Правильник націоналіста
Члени організації «Тризуб» у своїй діяльності повинні дотримуватися так званого «Правильника націоналіста», куди входять:
- Національний Гімн України
- Марш Українських Націоналістів (гімн)
- Молитва Борця За Державність України
- Молитва Українського Націоналіста
- Декалог (Десять заповідей українського націоналіста)
- Дванадцять Прикмет Характеру Українського Націоналіста
- Сорок Чотири Правила Життя Українського Націоналіста
- 7 Правил Націоналіста-Керівника
- Цілі Життя Українського Націоналіста
- Будь Націоналістом!

## Керівники
- Василь Іванишин (1993—1996).
- Дмитро Ярош (1996—1999).
- Євген Філь (1999—2005).
- Дмитро Ярош (2005—2010).
- Андрій Стемпіцький (2010—2012). Виконувач обов'язків.
- Андрій Стемпіцький (2012—2016).
- Юрій Суровецький (2016—2017). Виконувач обов'язків
- Віктор Сердулець (2017—2020)
- Олег Микитюк (2020-2021). Виконувач обов'язків. З 2021 Головний командир.

## Відомі члени
- Петро Іванишин — літературознавець, доктор філологічних наук, професор (Дрогобицький державний педагогічний університет імені Івана Франка).
- Андрій Тарасенко — Голова партії "Правий сектор"
- Сергій Квіт — президент НУ «Києво-Могилянська академія», міністр освіти і науки України в уряді Арсенія Яценюка з 27 лютого 2014 року.
- Дмитро Ярош — Провідник Національного Руху «ДІЯ» (Державницька ініціатива Яроша).
- Андрій Стемпіцький — Командир Добровольчого Українського Корпусу «Правий сектор» (ДУК ПС).
- Василь Лабайчук — Голова Центрального Штабу НВР «Правого сектору», до того - голова Тернопільської обласної організації ГО "Тризуб".
- Юрій Сиротюк — народний депутат України 7 скликання. Член ВО «Свобода», колишній керівник прес-служби партії. Директор центру «Українські студії стратегічних досліджень».
- Віталій Міхеєв — відомий український стронґмен.
- Андрій Білецький — лідер політичної партії «Національний корпус».
- Олександр Симчишин — міський голова м. Хмельницький.